# ジェラルド・アルキミン
ジェラルド・ジョゼ・ロドリゲス・アルキミン・フィーリョ（葡: Geraldo José Rodrigues Alckmin Filho、1952年11月7日 - ）は、ブラジルの政治家。2023年1月1日からブラジルの第26代副大統領を務めている。
叔父のホセ・アルキミンは同じく、副大統領を務めたことがあった。妻のマリアとの間に3人の子に恵まれたが、末息子のトマズは31歳の若さで2015年に交通事故で他界している。タウバテ大学医学部在学中に政界入りを果たした。卒業後、24歳で地元のピンダモニャンガバ市長に選出される。市長としてはブラジル史上最年少でもあった。1987年から代議院議員として勤務し、社会保障制度を整えたことで1990年の選挙でも再任した。1988年にはフェルナンド・エンリケ・カルドーゾら6人と共にブラジル社会民主党の創設に関わった他、2009年にはサンパウロ州開発長官にも任命されている。
2014年の選挙活動でオペレーション・カー・ウォッシュに巻き込まれ、建築会社オデブレヒトがジェラルドの選挙活動に1000万レアルを注ぎ込んだ疑惑で検察当局から捜査の対象になった。2006年の大統領選挙ではルイス・イナシオ・ルーラ・ダ・シルヴァの対抗馬として立候補したが、敗北している。2001年から2006年、2011年から2018年にサンパウロ州知事を務めた。2022年にはブラジル社会党に入党し、同年の大統領選挙でシルヴァと共にジェラルドは副大統領に立候補し、当選。立候補の理由はシルヴァと共に強権的な考えを持つジャイール・ボルソナーロを牽制するためだと考えられている。2022年12月22日には開発産業貿易大臣も兼任することが発表された。